# Faemino-Faema

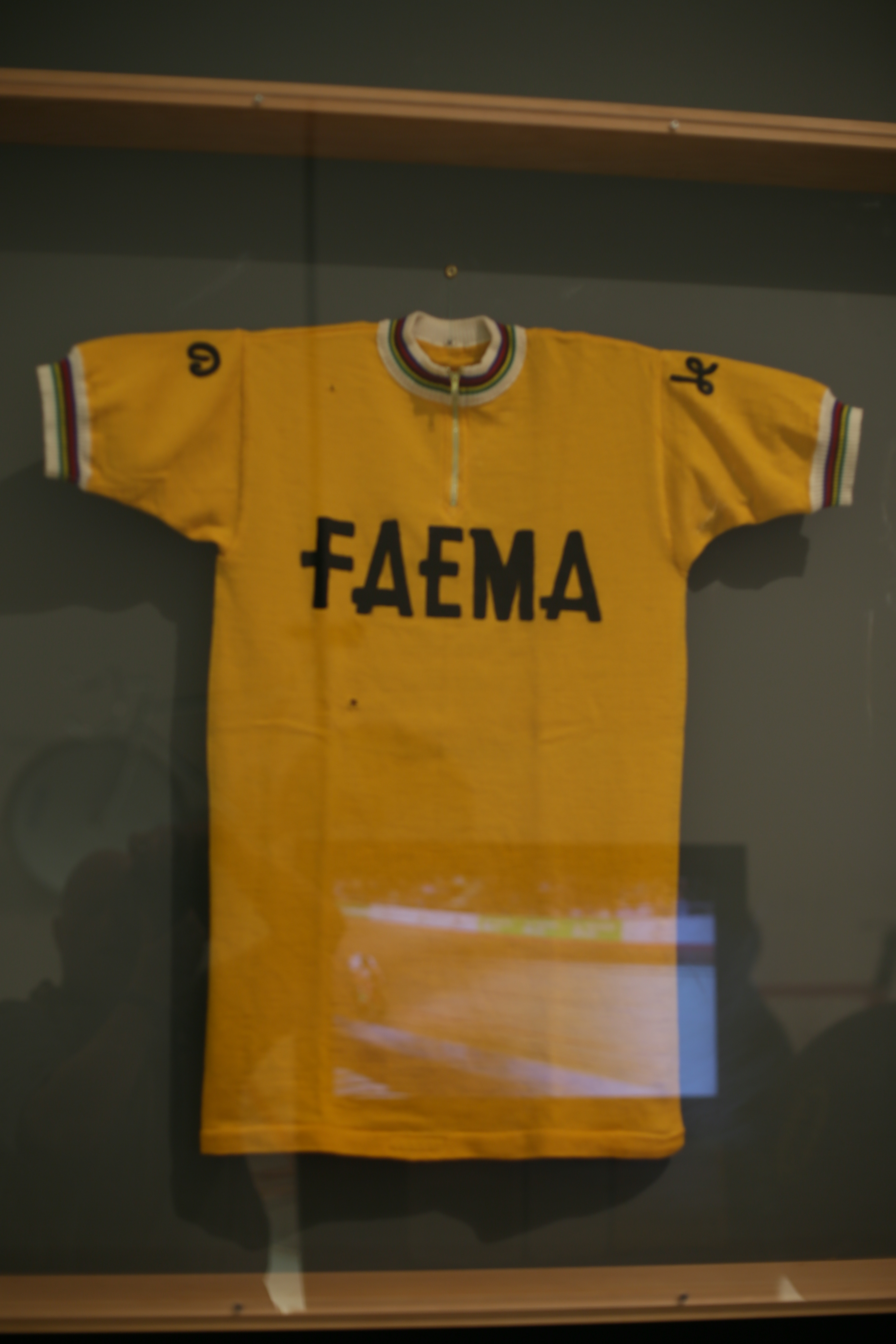
Siegertrikot Tour de France von Eddy Merckx mit Sponsor

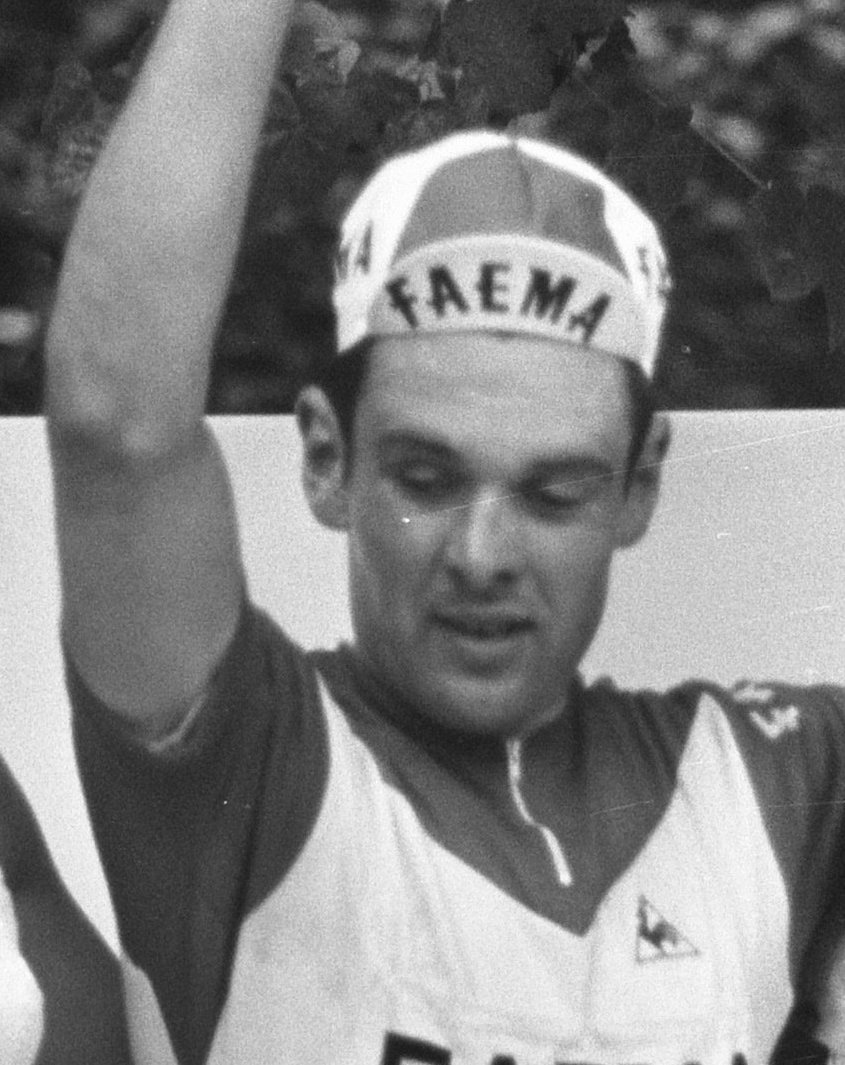
Etappensieger Julien Stevens bei der Tour de France 1969

Faemino-Faema oder Faema war ein Radsportteam, das von 1968 bis 1970 bestand. Bekanntester Fahrer des Teams war Eddy Merckx.

## Geschichte
Das Team wurde 1968 unter der Leitung von Marino Vigna gegründet. Hauptsponsor war die Fabbrica Apparecchiature Elettromeccaniche e Affini ein italienischer Hersteller von Espressomaschinen. Zwischen 1969 und 1970 konnte das Team zwei Siege bei der Tour de France 1969 und 1970 und zwei Siege beim Giro d’Italia 1968 und 1970, fünf Monumente des Radsports und einige Etappenrennen gewinnen. Am Ende der Saison 1970 wurde das Team aufgelöst.

## Erfolge (Auswahl)
1968
- Gesamtwertung,  Punktwertung, Bergwertung und acht Etappen Giro d’Italia
- Weltmeister – Straßenrennen
- Paris–Roubaix
- Paris-Tours
- Gesamtwertung und eine Etappe Tour de Romandie
- Gesamtwertung und vier Etappen Katalonien-Rundfahrt

1969
- Gesamtwertung,  Punktwertung,  Bergwertung und neun Etappen Tour de France
- Mailand–Sanremo
- Flandern-Rundfahrt
- Lüttich–Bastogne–Lüttich
- Paris-Nizza
- Meisterschaft von Zürich
- Amstel Gold Race

1970
- Gesamtwertung,  Bergwertung und zehn Etappen Tour de France
- Gesamtwertung und vier Etappen Giro d’Italia
- Paris–Roubaix
- Gent-Wevelgem
- La Flèche Wallonne
- Escalada a Montjuïc
- Amstel Gold Race
- Belgischer Meister – Straßenrennen

## Wichtige Platzierungen
| Monument                 | 1968 | 1969 | 1970 |
| ------------------------ | ---- | ---- | ---- |
| Mailand–Sanremo          | 26   | 1    | 4    |
| Flandern-Rundfahrt       | 8    | 1    | 3    |
| Paris–Roubaix            | 1    | 2    | 1    |
| Lüttich–Bastogne–Lüttich | –    | 1    | 3    |
| Lombardei-Rundfahrt      | 3    | 4    | 4    |

| Grand Tour            | 1968 | 1969 | 1970 |
| --------------------- | ---- | ---- | ---- |
| Vuelta a EspañaVuelta | 5    | –    | –    |
| Giro d’ItaliaGiro     | 1    | DNF  | 1    |
| Tour de FranceTour    | –    | 1    | 1    |

## Bekannte Fahrer
- Vittorio Adorni (1968)
- Eddy Merckx (1968–1970)
- Victor Van Schil (1968–1970)
- Guido Reybrouck (1968–1969)
- Patrick Sercu (1968–1969)
- Roger Swerts (1969–1970)
- Julien Stevens (1969–1970)
- Italo Zilioli (1970)